# El amor tiene cara de mujer (telenovela argentina)
El amor tiene cara de mujer fue una telenovela argentina creada por Nené Cascallar y emitida en la televisión argentina entre 1964 y 1970 a las 18:30 de la tarde. 
Uno de los grandes éxitos de los años sesenta de la televisión en blanco y negro del Canal 13 porteño, producida por Jacinto Pérez Heredia y dirigida por Edgardo Borda y Osías Wilenski.
Entre 1966 y 2008 se realizaron en distintos países muchas versiones de esta misma telenovela (véase el capítulo Versiones, más abajo).

## Trama
La autora ensayó una receta que dio buen resultado: la vida de cuatro mujeres de diferente edad, estrato social y estilo de vida (Bárbara Mujica, Iris Láinez, Delfy de Ortega y Angélica López Gamio) trabajando en un instituto de belleza. Cada semana la novela se dedicaba a una en particular posibilitando la participación de un elenco numeroso. La novela se mantuvo en el aire hasta 1970, totalizando 7 temporadas. Las 5 temporadas de 1964 a 1968 transcurrían en un instituto de belleza, a partir de 1966 cuando se casa el personaje de Bárbara Mujica, se incorporó Claudia Lapacó. continuando el personaje de BM solamente 5 capítulos cuando la historia se enfocaba en ella, y esporádicamente aparecía en algún que otro capítulo. La historia de la temporada 6 transcurría en un hospital con Iris Láinez, Delfy de Ortega, Angélica López Gamio y la incorporación de Thelma Biral, y  Silvina Rada. Este mismo elenco de la sexta temporada protagoniza una nueva historia en la temporada final 7, con la que cierra el ciclo, en 1970 que transcurría en la redacción de una revista femenina: Vivir Enamorada. 
Debe destacarse que todo el ciclo se desarrollaba del modo siguiente: La historia se centraba en cada una de las protagonistas cada 5 capítulos, haciendo apariciones menores el resto de las actrices protagónicas, pero el foco siempre se iba haciendo en cada una, rotando este proceso y repitiéndolo cada 20 o 25 capítulos según el número de protagonistas que a partir de la mitad aproximadamente de la temporada de 1966, fueron siempre cinco.
Cabe destacar que la idea original era reflejar la problemática femenina encarnada en mujeres de diferentes generaciones: Delfy de Ortega, una mujer de aproximadamente 50 años; Iris Láinez, una mujer de aproximadamente 40 años; Angélica López Gamio, una mujer de aproximadamente 30 años y finalmente Bárbara Mujica, una mujer de 20 años, y luego Claudia Lapacó, con algo más de 20 años, reflejando estas dos últimas protagonistas la franja etaria de mujeres de 20 años en la década del 60.

## Elenco
Esta telenovela llevó a la fama o afianzó la carrera de incontables figuras del quehacer actoral argentino como:
- Norma Aleandro
- Arnaldo André
- Jorge Barreiro
- Rodolfo Bebán
- Thelma Biral
- Héctor Gance
- Virginia Lago
- Claudia Lapacó
- Federico Luppi
- Mónica Mihanovich
- Bárbara Mujica
- Berta Ortegosa
- Ana María Picchio
- Rodolfo Ranni
- Sergio Renán
- Eduardo Rudy
- Evangelina Salazar
- Soledad Silveyra
- Norberto Suárez
- Coni Vera
- José María Vilches
- Fabio Zerpa
- Iris Lainez

## Equipo de producción
- Autora: Nené Cascallar
- Escenografía: Enrique Zanini y Jorge Vede
- Iluminación: Héctor Nastasi, Jorge Bonanno, Francisco Palau y Juan Bottecchia
- Asistente de dirección: Miguel Larrarte / Pedro Luis Tubello
- Producción: Jacinto Pérez Heredia
- Dirección: Edgardo Borda y Osías Wilensky

## Versiones
- En 1966 se realizó en Brasil una versión de esta telenovela, que se llamó O amor tem cara de mulher.[2]
- En 1971 se realizó una versión en México, con el mismo título, con Silvia Derbez, Irma Lozano, Iran Eory y Lucy Gallardo.
- En 1973 se llevó al cine en México, dirigida por Tito Davison.[3]
- En 1976 se hizo una nueva versión argentina con Virginia Lago, Cristina Tejedor, Beatriz Día Quiroga, Dora Prince y Christian Bach.

Cabe destacar que en esta versión, por cuestiones políticas del país en ese momento (dictadura militar 1976-1983), las actrices: Virginia Lago y Dora Prince fueron prohibidas y reemplazadas respectivamente en la tercera temporada y última de 1978 respectivamente por: Silvia Merlino y Nora Massi. La duración de esta versión que solamente cubrió las cinco primeras temporadas de la original duró desde marzo de 1976 a julio de 1978, siendo los episodios de 60 minutos de duración.
- En 1984, se repitió nuevamente en México con el título de Principessa
- Las versiones precedentes descriptas recrearon las cinco primeras temporadas de la versión original de Argentina de 1964, adaptándose a los localismos de México y Brasil. En el caso de la versión de 1976, fue prácticamente una versión textual a la de 1964, con los detalles propios de la década del 70.
- En 1993 se hizo otra versión en Argentina con modificaciones importantes, donde se inspira la idea en la historia original de las cinco primeras temporadas, no estando el personaje de Claudia Lapacó e incorporándose el de Laura Flores que encarnaba a una mexicana en Argentina. Fue una coproducción de Canal 13 de Buenos Aires con Televisa de México. Las actrices protagonistas esta vez fueron: Thelma Biral, Marita Ballesteros, Laura Novoa ; Laura Flores y Marisel Antonione.
- En 2007 y 2008 se hizo una versión libre renovada en México, titulada Palabra de mujer, con Edith González, Yadhira Carrillo, Ludwika Paleta y Lidia Ávila.